# Michel Périn (ciclista)
Michel Périn (Lavardac, 20 maggio 1947) è un ex ciclista su strada francese, vincitore di un Le Samyn.

## Carriera
Professionista dal 1968 al 1977, colse complessivamente 2 vittorie, e fu compagno di squadra di Raymond Poulidor e di Joop Zoetemelk.

## Palmarès
- 1971

Grosser Preis des Kantons Aargau
- 1977

Le Samyn